# Izostazija
Izostazija (grško isos = »enak«, stásis = »ravnovesje«) je gravitacijsko ravnovesje v zemeljski skorji, ki se vzpostavi med bloki oz. deli litosferskih plošč različne teže v litosferi. Ta koncept se v geologiji uporablja za razlago, kako lahko na zemeljskem površju obstajajo območja z različno topografsko višino. Predpostavlja, da se litosferske plošče, ki »plavajo« na astenosferi, odzivajo na razporeditev teže tako, da težja in debelejša območja plavajo niže kot lažja, ki se zaradi tega dvignejo.
V preteklih obdobjih se je ravnovesje spreminjalo tudi zaradi teže ledenikov - ko se je območje, prekrito z ledenikom, zaradi njegove teže ugrezalo, se je drugje višalo. Ko se je zaradi segrevanja ozračja ledenik stalil, teže ni bilo več, površje pa se je pričelo dvigovati. Ponekod se dviguje še danes, npr. na območju Bodenskega jezera in Hudsonovega zaliva.